# Graminaseius parabufortus
Graminaseius parabufortus är en spindeldjursart som först beskrevs av Denmark och Evans 1999.  Graminaseius parabufortus ingår i släktet Graminaseius och familjen Phytoseiidae. Inga underarter finns listade i Catalogue of Life.